# Lebhir
Lebhir è uno dei tre comuni del dipartimento di Barkewol, situato nella regione di Assaba in Mauritania. Contava 5.832 abitanti nel censimento della popolazione del 2000.